# Chad Gerlach
Chad Gerlach (* 13. Juli 1973 in Sacramento) ist ein ehemaliger US-amerikanischer Straßenradrennfahrer.
Chad Gerlach begann seine Karriere 1994 beim US-amerikanischen Radsportteam Redlands. Im nächsten Jahr wechselte er zur Mannschaft Montgomery-Bell, welche 1996 zu US Postal Service wurde. In der Saison 1996 gewann er unter anderem den Nevada City Classic. 1997 fuhr Gerlach für Navigators und 1998 für Oilme Professional Cycling. In der Saison 1998 war er bei zwei Etappen der Tour de Langkawi erfolgreich. 2002 fuhr er für die Mannschaft Sierra Nevada-Cannondale und seit 2009 fährt Gerlach für das Continental Team Amore & Vita-McDonald's. In seinem ersten Jahr dort gewann er zwei Etappen und die Gesamtwertung bei der Tour de Nez sowie das Mannschaftszeitfahren beim Univest Grand Prix. Chad Gerlach beendete Ende der Saison 2009 seine Karriere.

## Erfolge
1996
- eine Etappe Course de la Solidarité Olympique

1998
- zwei Etappen Tour de Langkawi

2009
- eine Etappe Univest Grand Prix (Mannschaftszeitfahren)

## Teams
- 1994 Redlands
- 1995 Montgomery-Bell
- 1996 US Postal Service-Montgomery
- 1997 Navigators
- 1998 Oilme Professional Cycling

- 2002 Sierra Nevada-Cannondale

- 2009 Amore & Vita-McDonald's
- 2010 Amore & Vita-Conad (bis 31.07.)